# Братство каменю
«Братство каменю» («Le Concile de pierre») — французький кінофільм-трилер 2006 року, знятий режисером Гійомом Ніклу з Монікою Беллуччі у головній ролі.

## Сюжет
Фільм знято за романом белетриста Жана-Крістофа Гранже. Кілька років тому Лаура усиновила азійського хлопчика на ім'я Лю-Сан. До семи років на його грудях з'явилася мітка у вигляді червоного кола, і ним зацікавилися якісь таємничі люди. На захист матері та дитини встає агент російської розвідки Сергій Маков, якому, однак, не вдається запобігти викраденню дитини, її мають намір принести в жертву. Лаура готова на все для того, щоб визволити сина.

## У ролях
- Моніка Беллуччі — Лаура Сіпрієн
- Моріц Бляйбтрой — Сергій Маков
- Самі Буаджила — Лукас
- Катрін Денев — Сибілл Вебер
- Ельза Зільберштейн — Кларисса
- Ніколя То — Ліу
- Лоран Гревілль — епізод
- Єжи Рогульський — епізод
- Йосі Оїда — епізод
- Микола Болдаєв — епізод
- Паскаль Бонгар — епізод
- Ів Марміон — епізод
- Ерік Каравака — епізод
- Еліна Льовенсон — епізод
- Дінара Друкарова — епізод
- Ева Сен-Поль — епізод
- Лоренцо Балдуччі — епізод
- Ніколя Жуе — епізод
- Петер Бонке — епізод
- Клементе Томас — епізод
- Гаелль Лоїзік — епізод

## Знімальна група
- Режисер — Гійом Ніклу
- Сценаристи — Стефані Кабель, Гійом Ніклу
- Оператор — Пітер Сушитцкі
- Композитор — Ерік Демарсан
- Продюсер — Ів Марміон